# 斎藤毅 (歯学者)
斎藤毅（さいとう つよし、1935年 - ）は、日本の歯科医師、歯学者。日本大学名誉教授。学術著作権協会代表理事。元日本大学歯学部歯科保存学第II講座教授。元日本歯科医学会会長、元日本口腔インプラント学会副会長。

## 経歴
1959年日本大学歯学部卒業、1963年同大学院修了し、以後同大学助手、講師、助教授を務め、1973年より教授に就任、2005年より名誉教授。
1963年日本大学より歯学博士号を得る。論文の題は「象牙質齲蝕の病巣における蛋白質(ことにそのアミノ酸組成)糖質Ca,Mg,Pの量的変動 」。
2014年11月瑞宝中綬章受章。

## 著作
- Thomas P.Serene, Robert M.Krasny, Paul E.Zeigler, Thomas L.Higginbotham, Gerald E.Longhurst, Gene Palmer『歯内療法マニュアル』 基礎編、訳 石川達也、淺井康宏、斎藤毅、西巻幹雄、向山嘉幸、安田英一、山崎宗与、渡貫健、服部玄門、医歯薬出版、1977年5月。ISBN 978-4-263-40203-0。 NCID BN01345819。
- James R.Jensen, Thomas P.Serene『歯内療法マニュアル』 臨床編、訳 石川達也、淺井康宏、斎藤毅、西巻幹雄、向山嘉幸、安田英一、山崎宗与、渡貫健、医歯薬出版、1978年5月。ISBN 978-4-263-40224-5。 NCID BN01345819。
- 斎藤毅、野元成晃『化学』医歯薬出版〈歯科衛生士教本〉、1984年10月。 NCID BN03262417。
- 斎藤毅 他『化学』医歯薬出版〈臨床検査法〉、1985年10月。ASIN B000J6QTT6。
- Stephen Cohen, Richard C.Burns 編『コーエン＆バーンス 最新歯内療法学』監訳 斎藤毅、淺井康宏、石川達也 訳 田中久義、戸田忠夫、西川博文、向山嘉幸、安田英一、山崎宗与、渡貫健、医歯薬出版、1987年1月。ISBN 978-4-263-40363-1。 NCID BN01041246。
- 斎藤毅、松本光吉 編『カラーアトラス 歯内療法の臨床』医歯薬出版、1988年8月。ISBN 978-4-263-40485-0。 NCID BN02793892。
- 五十嵐孝義、斎藤毅『歯科診療の感染予防 : B型ウイルス性肝炎』（ビデオテープ）医学映像教育センター、1988年。NCID BA62900966。
- Alfred L. Frank 他『臨床歯内療法アトラス 治療概念と外科的アプローチ』監訳 斎藤毅、西村書店、1991年4月。ISBN 978-4-89013-154-9。 NCID BN06469080。
- 腰原, 好、泉, 廣次、斎藤, 毅 編『III 審美』医歯薬出版〈歯科診療の実際〉、1992年6月。 NCID BN07897716。
- 斎藤毅、目澤修二、紺健一 著「第3章 歯科用レーザー機器の特色 4.半導体レーザー オサダ ダイオトロン」、松本光吉、Loh Hong Sai 編『歯科用レーザーの臨床』 臨床基本編、医歯薬出版〈歯界展望 別冊〉、1994年12月。 NCID BN13414293。
- J.J.Messing, C.J.R.Stock『カラーアトラス エンドドンティックス』斎藤毅、西川博文、中村洋、医歯薬出版、1995年6月。ISBN 978-4-263-45273-8。 NCID BN12968380。
- 斎藤毅、大竹繁雄、才藤純一、牧村正治、山口雅庸 著、全国歯科衛生士教育協議会 編『歯科診療補助 臨床検査法』医歯薬出版〈新歯科衛生士教本〉、1995年8月。ISBN 978-4-263-42740-8。 NCID BN13249255。
- 石川達也、勝山茂、斎藤毅、戸田忠夫、平井義人、前田徹、目澤修二 著、全国歯科衛生士教育協議会 編『保存修復学・歯内療法学』医歯薬出版〈新歯科衛生士教本〉、1995年10月。ISBN 978-4-263-42730-9。 NCID BN13393229。
- 泉, 廣次、腰原, 好、斎藤, 毅 編『4 下顎運動障害』医歯薬出版〈歯科診療の実際〉、1995年11月。ISBN 978-4-263-45044-4。 NCID BN13645172。
- 泉, 廣次、斎藤, 毅、腰原, 好 編『5 外傷』医歯薬出版〈歯科診療の実際〉、1997年6月。ISBN 978-4-263-45306-3。 NCID BA31709162。
- 斎藤, 毅、須田, 英、中村, 治 ほか 編『ハンディ歯内療法学』学建書院〈ハンディシリーズ〉、1999年2月10日。ISBN 978-4762401596。 NCID BA40675924。

## 所属団体
- 学術著作権協会 代表理事[5]
- 日本歯科医学会 元会長[6]
  - 日本歯科保存学会 名誉会員[7]
  - 日本歯科医学教育学会 名誉会員[8]
  - 日本歯科薬物療法学会名誉会員[9]
  - 日本口腔インプラント学会 元副会長[10]
  - 日本レーザー歯学会 名誉会員[11] 第10回大会長[12]
- 日本医用歯科機器学会 元会長、監事[13]
- 国際歯科学士会日本部会 元会長、顧問[14]
- 日本歯科医療福祉学会 名誉会員[15]

| 学職                                                         | 学職                                                                                          | 学職                                                             |
| ------------------------------------------------------------ | --------------------------------------------------------------------------------------------- | ---------------------------------------------------------------- |
| 先代 関根弘 1992年1月25日 - 1996年9月29日                    | 日本歯科医学会 会長 1996年11月25日 - 2006年3月31日 （1996年9月30日 - 1996年11月24日会長代行） | 次代 江藤一洋 2006年4月1日 -                                     |
| 先代 橋本弘一                                                | 日本医用歯科機器学会 会長                                                                     | 次代 末瀬一彦                                                    |
| 先代 江間誠一郎                                              | 国際歯科学士会日本部会 会長                                                                   | 次代 天野恵                                                      |
| 先代 成田令博 第9回 1990年                                   | 日本歯科薬物療法学会 学術大会 大会長 第10回 1991年                                            | 次代 西島克己 第11回 1992年                                      |
| 先代 和久本貞雄 第5回研究発表大会・第6回総会 1995年 昭和大学 | 日本歯科道具研究会 研究発表大会 大会長 第6回研究発表大会・第7回総会 1996年 日本大学           | 次代 長谷川二郎 第7回研究発表大会・第8回総会 1997年 愛知学院大学 |
| 先代 熊崎護 第9回 1997年 大阪府立女性総合センター            | 日本レーザー歯学会 総会・学術大会 大会長 第10回 1998年 日本大学会館                           | 次代 田上順次 第11回 1999年 東京医科歯科大学                     |